# GE ES44DC
ES44DC ist die Herstellerbezeichnung für eine Reihe dieselelektrischer Güterzuglokomotiven, die zwischen 2003 und 2010 als Teil der Evolution-Serie von GE Transportation Systems (GETS) am Standort Erie (Pennsylvania) in 1149 Exemplaren hergestellt wurde. Die Typenbezeichnung ist zusammengesetzt aus „ES“ für Evolution Series, „44“ für die Leistung von etwa 4400 hp und „DC“ für direct current zur Kennzeichnung der Gleichstromfahrmotoren. Die Reihe ES44DC ist das Nachfolgemodell der ab 1993 produzierten Reihe C44-9W und die letzte von GETS gebaute Lokomotivreihe mit Gleichstromfahrmotoren.

## Geschichte
Weil die für die Dash-9-Serie sowie die parallel gebaute Wechselstromversion AC4400CW verwendeten 7FDL-Dieselmotoren die durch die Environmental Protection Agency (EPA) für den 1. Januar 2005 beschlossene Abgasnorm Tier II nicht erfüllen konnten, entwickelte General Electric (GE) bereits in den frühen 2000er Jahren die neuen GEVO-Motoren und nutzte dies zum Anlass, die bis heute erfolgreiche Evolution-Serie einzuführen.
Als Nachfolgemodell der Reihe C44-9W entstand die Reihe ES44DC. Im April 2003 baute GE Transportation Systems (GETS) einen Prototyp mit der Nummer 2011. Im Januar 2005 begann die Serienfertigung mit einer Bestellung der BNSF Railway (BNSF). Bis Oktober 2010 wurden 1148 Serienfahrzeuge für die BNSF, die Canadian National Railway (CN) und CSX Transportation (CSXT) gebaut. Des Weiteren lieferte GETS eine kleinere Anzahl von Lokomotiven des von der Reihe ES44DC abgeleiteten Exportmodells ES44DCi mit einer leistungsfähigeren Kühlanlage an die Rio Tinto Group nach Australien. Trotz der anfänglichen großen Nachfrage konnte sich die Reihe ES44DC nicht gegen die Vorteile des Wechselstrommodells ES44AC, beispielsweise die höhere Zugkraft und Zuverlässigkeit, durchsetzen. Da schließlich alle Kunden bereit waren, Lokomotiven mit Wechselstromfahrmotoren zu kaufen, entwickelte GETS kein Nachfolgemodell der Reihe ES44DC zur Erfüllung der ab 2015 geltenden Abgasnorm Tier IV. Damit endete für GETS nach Jahrzehnten die Produktion dieselelektrischer Lokomotiven mit Gleichstromfahrmotoren.
Während CSXT nach wenigen Jahren die Leistung seiner 302 Fahrzeuge auf 4000 hp herabsetzen ließ, sodass sie dem Modell ES40DC entsprechen, veranlasste die Norfolk Southern Railway (NS) bei ihren 219 ursprünglich als ES40DC gebauten Lokomotiven eine zwischen Oktober 2013 und August 2014 durchgeführte Leistungssteigerung auf 4400 hp, weshalb diese nachträglich als ES44DC klassifiziert wurden.

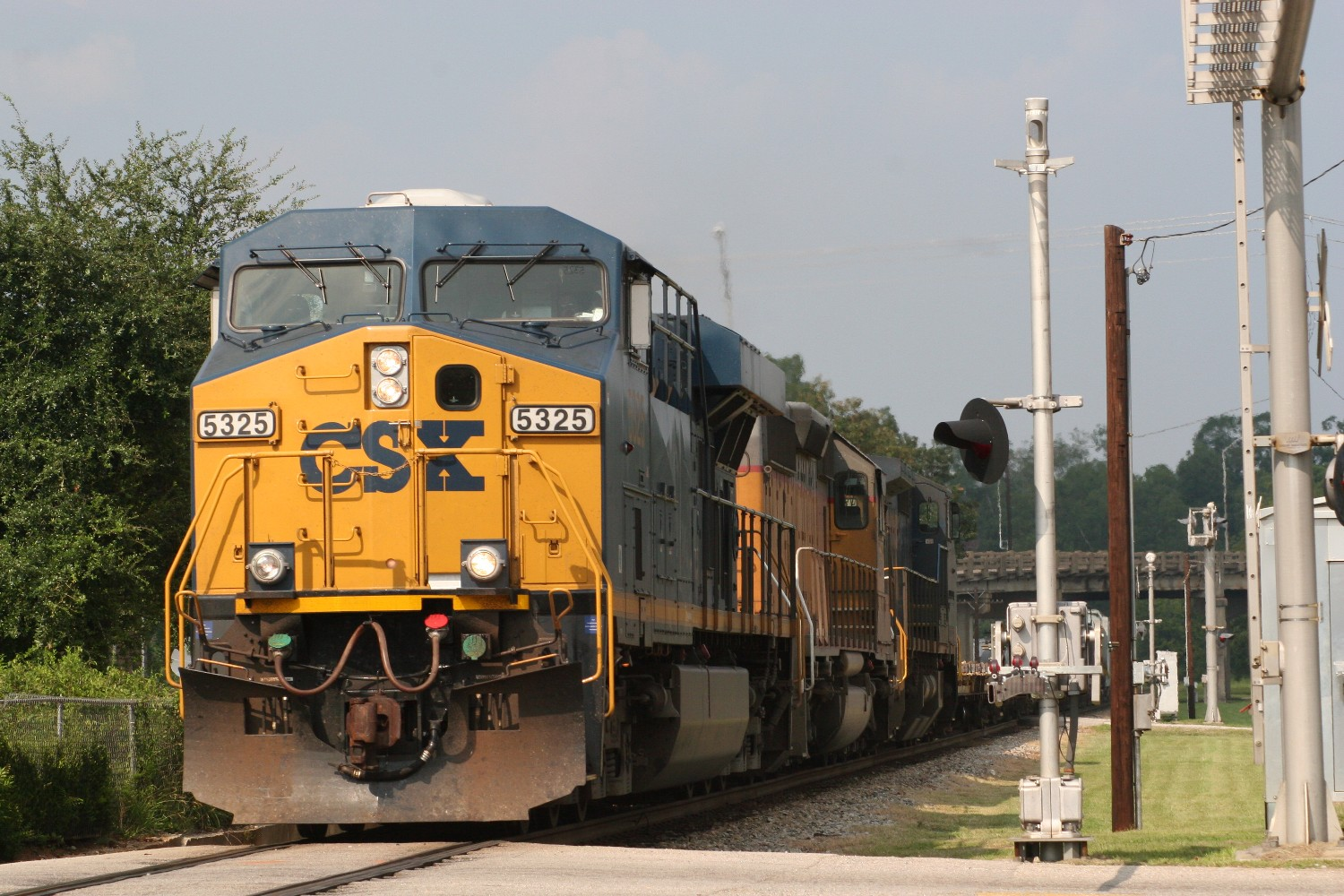
CSXT 5325 (August 2006)
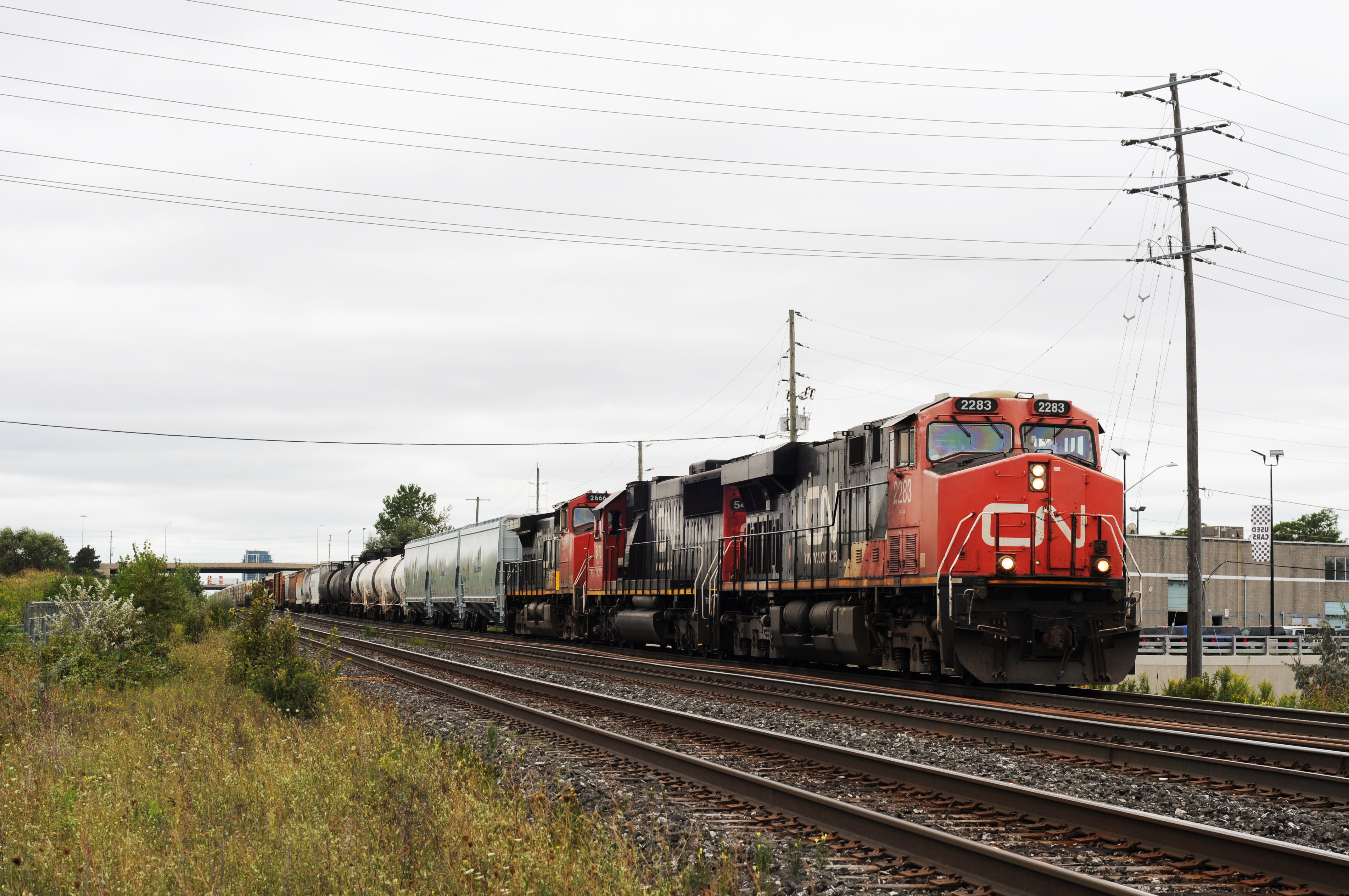
CN 2283 in Brampton (August 2018)
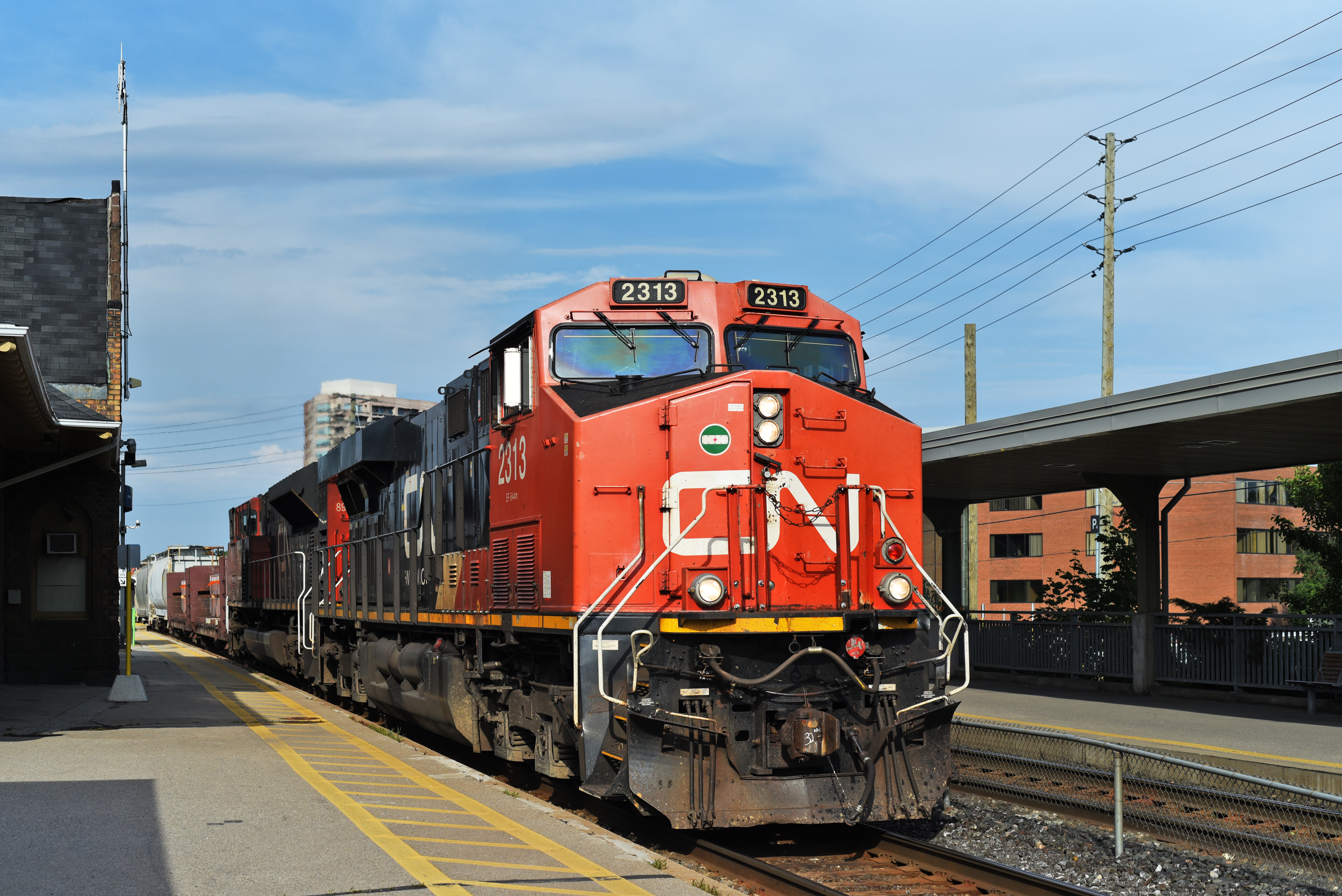
CN 2313 in Brampton (Juli 2022)

## Technische Beschreibung
Der Hauptrahmen, welcher den Vorbau, den Führerstand und die Aufbauten des Maschinenraums trägt, stützt sich auf zwei dreiachsige HiAd-Drehgestelle mit Schraubenfedern als Primär- und Gummifedern als Sekundärfederung. Drehzapfen dienen zur Übertragung der horizontalen Kräfte auf den Hauptrahmen. Die Dienstmasse der Lokomotive liegt je nach Ausführung zwischen 189 t und 196 t, woraus sich mittlere Achslasten von 31,4 t bis 32,7 t ergeben.
Der Vorbau beinhaltet neben einer Personaltoilette und elektrischer Hilfsausrüstung zwei von außen befüllbare Sandkästen für die pneumatisch betriebene Sandstreueinrichtung. An beiden Enden des Fahrzeugs ist eine durch Geländer geschützte Plattform vorhanden. Hinter dem Führerstand sind der größte Teil der elektrischen Ausrüstung und darüber die von seitlichen Lüftern gekühlten Bremswiderstände angeordnet. Die Batteriekästen befinden sich auf der rechten Seite außerhalb des Maschinenraums. In der Mitte des Fahrzeugs ist die aus Dieselmotor und Hauptgenerator bestehende Antriebsanlage angeordnet. Der Dieselmotor des Typs GE GEVO-12 mit 188,5 l Hubraum ist ein wassergekühlter Zwölfzylinder-V-Motor mit zwei hintereinander geschalteten Turboladern und Abgasrückführung, arbeitet nach dem Viertaktprinzip und liefert bei einer Drehzahl von 1050 min−1 eine Leistung von 3270 kW. Der vom Dieselmotor angetriebene Wechselstrom-Hauptgenerator GE GMG206 versorgt über vorgeschaltete Gleichrichter die sechs Tatzlager-Gleichstromfahrmotoren des Typs GE 752AH. Das Übersetzungsverhältnis zwischen Fahrmotor und Radsatz beträgt 1 : 4,15, die resultierende Höchstgeschwindigkeit 121 km/h und die Anfahrzugkraft 630 kN. Ein kleinerer Wechselstromgenerator des Modells GE GYA30A dient als Erregermaschine des Hauptgenerators und als Hilfsgenerator zur Versorgung des Bordnetzes. Den hinteren Abschluss des Maschinenraums bildet die Kühlanlage, unterhalb derer der Fahrmotorlüfter und der Luftpresser angeordnet sind. Zwischen den Drehgestellen befindet sich der Kraftstofftank mit einem nutzbaren Dieselvorrat von 18 200 l, der auf der rechten Seite in einer Aussparung die beiden Hauptluftbehälter aufnimmt.
Eine indirekt wirkende Druckluftbremse dient als Zugbremse, eine direkt wirkende Druckluft-Zusatzbremse als Lokomotivbremse und eine Handbremse zur Sicherung im Stand. Die pneumatische Bremsausrüstung stammt von Westinghouse. Die Fahrzeuge verfügen zudem über eine Widerstandsbremse sowie eine Mehrfachtraktionssteuerung und optional eine Funkfernsteuerung.

## Lieferliste
| Eigentümer                | Nummerierung | Anzahl |
| ------------------------- | ------------ | ------ |
| BNSF Railway              | 7200–7920    | 0721   |
| Canadian National Railway | 2220–2344    | 0125   |
| CSX Transportation        | 5200–5501    | 0302   |
| GE Transportation Systems | 2011         | 0001   |
| gesamt:                   | gesamt:      | 1149   |
| Quellen:                  |              |        |